# ۳ بهمن
۳ بهمن سیصد و نهمین روز سال در گاه‌شماری خورشیدی است. به پایان سال ۵۶ روز (۵۷ روز در سال کبیسه) باقی‌است.

## رویدادها
- ۱۲۸۷ - زمین‌لرزه ۱۲۸۷ بروجرد
- ۱۳۹۳ - رقابت ۳ بهمن ۱۳۹۳ تیم ملی فوتبال ایران با تیم ملی فوتبال عراق در جام ملت‌های آسیا ۲۰۱۵
- ۱۳۹۹ - سیلی زدن علی‌اصغر عنابستانی به یک پلیس راهنمایی و رانندگی فراجا
- ۱۴۰۲ - رقابت ۳ بهمن ۱۴۰۲ تیم ملی فوتبال ایران با تیم ملی فوتبال امارات در جام ملت‌های آسیا ۲۰۲۳

## زادروزها
- ۱۳۲۰ - بهمن فرمان‌آرا، کارگردان
- ۱۳۳۵ - مهران دوستی، مجری
- ۱۳۳۷ - حمید درخشان، بازیکن فوتبال
- ۱۳۶۱ - ندا آقاسلطان، از کشته‌شدگان اعتراضات به نتیجه انتخابات دهم ریاست‌جمهوری ایران
- ۱۳۶۱ - سینا حجازی، خواننده
- ۱۳۷۳ - صدف خادم، بوکسور

## درگذشت‌ها
- ۱۳۷۷ - محمد ماملی، خواننده
- ۱۴۰۲ - محمد قبادلو، از بازداشت‌شدگان خیزش ۱۴۰۱ ایران
- ۱۴۰۲ - فرهاد سلیمی، زندانی عقیدتی
- ۱۴۰۲ - علی ارومیان، نماینده استان آذربایجان شرقی در دوره دوم مجلس خبرگان رهبری و دوره سوم مجلس خبرگان رهبری